# Zajednički europski referentni okvir za jezike
Zajednički europski referentni okvir za jezike - ZEROJ (eng. Common European Framework of Reference for Languages - CEFRL ili CEF), prvi put
je objavljen 2001. Sadrži smjernice koje je Vijeće Europe izradilo zajedno
s ustanovama EALTA-e (Udruga jezičnih ispitnih centara u Europi) i EAQU-
ALS (Europska udruga za kvalitetne jezične usluge). Glavni cilj je bio na objektivan način opisati znanje učenika stranih jezika diljem Europe te održavanje visokih kriterija poučavanja stranih jezika. Jedan je od temeljnih dokumenata Europska jezična mapa koja se sastoji od tri
dijela: Jezične putovnice, Jezične biografije i Dosjea.

Na hrvatskom CEFRL je objavljen 2005. kao 'Zajednički europski referentni okvir za jezike — učenje, poučavanje i vrednovanje' (Zagreb, Školska knjiga). Skraćeno se naziva različito: Zajednički referentni okvir, Zajednički europski okvir, Europski referentni okvir, Referentni okvir ili referentni okvir, samo Okvir, a hrvatskom kraticom ZEROJ.

## Stupnjevi
Bit je ZEROJ-a u postavci da se usvajanje znanja jezika odvija u pet jezičnih djelatnosti koje su sve jednako važne: jezične strukture (ili gramatika i rječnik), čitanje, pisanje, slušanje i govor. S tom bi pretpostavkom trebalo početi svako poučavanje kao i ispitivanje stranoga jezika.
Tri su glavna stupnja: A, B i C, s podstupnjevima 1 i 2.
| Stupanj         | Opis |
| --------------- | --- |
| A1 (pripremni)  | Ne poznaješ jezik ili možeš prepoznati poznate riječi. Možeš upotrebljavati jednostavne fraze i rečenice za opisati ili pitati za neke stvari. Možeš napisati razglednicu ili kratku poruku te pročitati veoma kratak i jednostavan tekst. |
| A2 (temeljni)   | Možeš izmijeniti riječi o nekim društvenim temama, sudjelovati u komunikacijskim situacijama, iako obično ne možeš dovoljno razumjeti kako bi sam održavao komunikaciju. Jednostavnim izrazima možeš opisati svoju obitelj i druge ljude, uvjete života itd. |
| B1 (prijelazni) | Nepripremljen možeš sudjelovati u razgovorima o poznatim temama i temama tvog interesa. Možeš pričati priču ili sadržaj knjige ili film a i opisati svoje reakcije. Možeš razumjeti glavne točke mnogih TV i radio programa o tekućoj problematici, te razumjeti standardni govor o poslu, školi, odmoru, itd. Možeš se snaći u većini situacija dok putuješ u neku zemlju.                                                    |
| B2 (samostalni) | Možeš dati jasne, detaljne opise na niz tema vezanih za tvoju profesiju i interese. Možeš dati mišljenje na temu. Možeš razumjeti većinu TV vijesti, programe tekućih poslova i većinu filmova na standardnom dijalektu. Možeš koristiti jezik s dozom rječitosti i spontanosti koji omogućuju kontakt s izvornim govornikom. Možeš sudjelovati u diskusijama o poznatim temama, podupirući svoja gledišta.                    |
| C1 (napredni)   | Uspješno i precizno možeš formulirati i prenijeti ideje i mišljenja drugim govornicima. Jasno i detaljno možeš opisati i predstaviti složene teme. Možeš razumjeti specijalizirane članke čak i kad nisu vezani za tvoju struku. Možeš se razgovijetno i spontano izraziti bez dugog traženja izraza. Jezik možeš koristiti uspješno za društvene i profesionalne svrhe. Bez mnogo muke možeš razumjeti TV programe i filmove. |
| C2 (vrsni)      | Nema problema u razumijevanju bilo koje vrste govornog jezika, bilo živućeg ili emitiranog. Uspješno možeš sudjelovati u diskusijama na razne teme te upotrebljavati idiome i kolokvijalizme. |

## Vanjske poveznice
- Vijeće Europe: ZEROJ
- Association of Language Testers u Europi
- Swiss National Science Foundation  Arhivirana inačica izvorne stranice od 16. veljače 2007. (Wayback Machine)
- The Lolipop ELP  Arhivirana inačica izvorne stranice od 28. srpnja 2017. (Wayback Machine)
- IELTS   Arhivirana inačica izvorne stranice od 30. studenoga 2017. (Wayback Machine)